# Maurice Paquin
 (septembre 2013).
Si vous disposez d'ouvrages ou d'articles de référence ou si vous connaissez des sites web de qualité traitant du thème abordé ici, merci de compléter l'article en donnant les références utiles à sa vérifiabilité et en les liant à la section « Notes et références ».
Pour les articles homonymes, voir Paquin.
Maurice Paquin est un chanteur-compositeur franco-manitobain, né en juin 1947, à Dauphin, au Manitoba.

## Discographie
- La Garantie

## Référence
{{https://peoplepill.com/people/maurice-paquin}}
{{https://www.discogs.com/artist/4007697-Maurice-Paquin}}